# Тимоновичи
Ти́моновичи (укр. Тимоновичі) — село в Семёновском районе Черниговской области Украины. С 2024 года в селе никто не живёт. Занимает площадь 1,28 км². Расположено на правом берегу реки Снов, также непосредственно южнее в Снов впадет её притока Клюс.
Код КОАТУУ: 7424786501. Почтовый индекс: 15410. Телефонный код: +380 4659.

## История
Годом основания населённого пункта Тимоновичи Семёновского района Черниговской области считается 1605. Земли Черниговщины и Брянщины, расположенные по берегам притока Десны реки Снов, были заселены задолго до татаро-монгольского нашествия и входили в разные древнерусские княжества. Об этом свидетельствуют обнаруженные и частично исследованные археологические памятники:
- с. Городок — городище юхновской культуры (VI—III вв. до н. э.) и северянское (VIII—X вв.), а также древнерусские городище и поселение (IX—XIII вв.);
- с. Тимоновичи — древнерусские городище и курганы;
- с. Медведовка — 2 курганных могильника (XI—XIII вв.).

В XIV столетии, пока князья московские собирали Северо-Восточную Русь, князья литовские прибрали к рукам Русь Юго-Западную, образовав Великое княжество Литовское, состоявшее на девяносто процентов из древнерусских земель и сохранившее православную веру, язык и культуру предков. Иван III, объявивший на правах потомка Великого князя Киевского Владимира все русские земли своей вотчиной, отвоевал у Литвы Чернигов и Новгород-Северский. Борьба за них значительно обострилась после объединения в 1569 году Великого княжества Литовского и Короны Польской в единое государство — Речь Посполитую.
Войны России с Польшей за Малороссию и Белоруссию не прекращались на протяжении нескольких веков. В результате Деулинского перемирия в 1618 году Чернигов и Новгород-Северский отошли к Речи Посполитой. Польские власти отобрали у православных в пользу униатов множество монастырей и храмов. Захваченные земли, со стоящими на них церквами, поляки сдавали в аренду евреям, которые чинили суд и расправу над местным населением, а в православных храмах открывали шинки. В Акте Стравинского 1620 года упоминается село Ропск, отданное вместе с окрестными поселениями поляку Балтазару Солтану, образовавшему особую Ропскую волость. Она включала в себя Старый Ропск, Карповичи, Сачковичи, Тимоновичи, Бровничи, Хоромное, Могилевцы.
Село Сачковичи являлось куренем Топальской сотни Стародубского полка. В XIX веке при постройке нового храма на месте сгоревшей старой церкви в селе Сачковичи, обнаружили закладную доску со словами: «Сооружися церковь сия во имя Царицы Богородицы Марии Девы пречестного Покрова в правление архиепископа Иоанна и запорожских войск гетмана Иоанна Скоропадского, старанием пана Якова Дружины». Судя по этой доске, храм строился в 1708—1709 году и его возведение было связано с избавлением Стародубья от нашествия шведов. Топа́льская со́тня — административно-территориальная и войсковая единица в составе малороссийского Стародубского полка, существовавшая в XVII—XVIII веках. Центр — местечко Топаль. Основные населённые пункты: сёла: Малая Топаль (Топалка), Курознов, Истобки, Брахлов, Старый Кривец, Манюки, Синий Колодезь, Засуха (Старая Тростань), Замышев, Людковщина, Добродеевка, Рыловичи, Лакомая Буда, Сытая Буда, Старый Ропск, Любечане, Могилевцы, Лобановка, Тимоновичи, Бровничи, Карповичи, Стратива, Янжуловка (Шпетаковка), Хотеевка, Шумиловка, Каменский Хутор, Куршановичи, Соловьёвка, Кропивна, Гетманская (Ропская) Буда, Сачковичи, Хреновка, Клюсы, Хоромное, Фоевичи, Чолхов, Старые (Большие) Щербиничи, Денисковичи, Спиридонова Буда.
В 1655 году село Тимоновичи передается Богданом Хмельницким семейству Рубцы: «а до того меж поглядаючи мы щирые и значные и давшие услуги п. Махаша Рубца у войску запорожском от зачатое войны поднятые, в нагороду тих заслуг подаем до спокойного владения и держания, села Нежного, селища Черноокова, села Тимоновичи, села Сачковичи, слободка Могилевцы, селища Красное в ключу Стародубском лежачих.»
По приказу 10 ноября 1770 года графу П. А. Румянцеву были пожалованы императрицею Екатериной «ранговые деревни» в полках Черниговском, Нежинском и Стародубском. По отдаточной книге 1771 года село Тимоновичи (?) упоминается наряду с другими сёлами, которые перешли во владение графа П. А. Румянцева.
Двумя актами 1800 года граф Кирилл Григорьевич Разумовский распределил все свои имения между своими сыновьями: Андреем, Алексеем, Петром, Львом, Григорием и Иваном, и при этом перечислил все свои имения...
«Тысяча восьмисотого года, апреля первого дня. Я, нижеподписавшийся объявляю, что из малороссийских моих имений, Ропскую волость, состоящую в поветах Стародубском и Новгород-северском, о пяти тысячах девятистах тринадцати душах крестьян мужского пола, показанных за мною по последней ревизии, с их семействами и всяким своим имуществом, как то: местечко Ропск, села: Хоромное, Хотеевку, Карповичи, Тимоновичи, Бровничи, Соловьёвку, Крапивное, Старый Ропск, Сачковичи, Лобановку, Буду, деревни: Барановку, она же завод Могилицкий, Орликовку, слободу Блешню, да хутора: Кириловский, Хандабоковский, он же и завод Приборский, со всеми землями, лесами, угодьями, к тому местечку, хуторам, сёлам и деревням принадлежащим: водяные мельницы, винокуренные и всякого рода другие заводы, все строения со всею движимой наличностью там имеющуюся, не исключая ничего, что в той Ропской волости принадлежало, принадлежит и чем я владею, но всё без изъятия (кроме села Рыкова), уступаю и записываю в личное потомственное владение сыну моему действительному тайному советнику и кавалеру графу Андрею Кирилловичу Разумовскому...» После революции после размежевания по национальному признаку некоторое время  входила в состав Брянской области.

## Инфраструктура
Одна средняя школа, детский сад, краеведческий музей, медпункт, дом культуры, парк, пляж, процветающий колхоз (сельхозпредприятие «НИВА»), магазины, заготовительные пункты.

## Достопримечательности
- Тимоновичский курган.
- Статуя Ильича напротив здания Сельского Совета на центральной улице имени Ленина.
- Тимоновский краеведческий музей был открыт в 1985 г. Экспозиция музея содержит около 2 тыс. экспонатов, среди которых представлены предметы быта XVII—XIX вв., орудия труда и изделия местных ремесленников, личные вещи и документы выдающихся земляков, образцы изделий промышленных предприятий района и др.

Первый зал музея посвящён истории создания села, развития ремесел и промыслов. Во втором зале освещаются события Великой Отечественной войны. В третьем зале «Современность» представлены материалы о развитии промышленности села, культуры, образования и медицины, оформлен раздел «Земляки — гордость края».
- Центральная Тимоновичская библиотека.
- Тимоновичский кинотеатр.
- Тимоновичский пляж.
- Православный дом молитвы.
- Могила неизвестному солдату.
- Памятник герою Советского Союза

## Известные уроженцы
- Красновский, Архип Алексеевич (1885—1953) — выдающийся педагог. Преподавал историю педагогики и психологию на Казанских высш. жен. курсах. С 1919 преподаватель, с 1921 проф. Казанского ун-та. В работах «Идеал личности педагога в связи с рев. реорганизацией школы» (1920), «Характер и смысл шк. реформы по декрету об единой трудовой школе» (1919) писал о решающей роли учителя в формировании личности школьников, в подготовке их к жизни. Заведуя (с 1918) 2-й учительской семинарией в Казани, преобразовал её сначала в подготовит, группы при Ин-те нар. образования, затем в пед. техникум с с.-х. уклоном. При техникуме организовал дет. сад, нач. школу и ШКМ, где студенты вели занятия; с.-х. практика проходила в уч.-опытном совхозе. Одновременно организовал первые в Казани курсы по дошк. воспитанию, а с 1920 руководил двухгодичными курсами подготовки учителей из татар (в том числе для тат. ср. школ). С 1925 в Москве, преподавал в Индустр.-пед. ин-те им. К. Либ-кнехта, в АКВ им. Н. К. Крупской, на Высш. пед. курсах при 1-м МГУ, в Ин-те иностр. языков. Автор ряда работ по истории и теории педагогики, по проблемам воспитания учителей и науч.-пед. кадров. Один из первых сов. исследователей наследия Я. А. Коменского; перевёл на рус. яз. его труды, подготовил к изданию избр. пед. соч. (вышли в 1955).
- Патрик, Михаил Антонович (1939—2003) — выдающийся поэт. Член регионального союза поэтов Приднепровья (1995), МСПС (1996). Секретарь Межрегионального союза поэтов Украины (с 1996). Награждён медалями.
- Наполов, Григорий Елизарович (1954 — н.в.) — В 1989—1990 первый заместитель министра текстильной промышленности РСФСР, в 1990—1992 заместитель министра промышленности РФ по легкой, лесной и целлюлозно-бумажной промышленности, в 1992—1996 в Государственном комитете РФ по промышленной политике, затем первый заместитель министра промышленности РФ, с июня 1997 первый вице-президент АО «Роснефть».
- Высоцкий, Вячеслав Никитович — выдающийся председатель колхоза. Во время его правления было сооружено множество объектов инфраструктуры.
- Сушков, Павел Ефимович — комбайнёр колхоза имени Ленина. Награждён за заслуги орденами Ленина и Трудового Красного Знамени.
- Заиченко, Иван Никандрович — комбайнёр колхоза имени Ленина. Награждён за заслуги орденами Октябрьской Революции и Трудового Красного Знамени.

## Власть
Орган местного самоуправления — Тимоновичский сельский совет. Почтовый адрес: 15410, Черниговская обл., Семёновский р-н, с. Тимоновичи, ул. Победы, 1.

## Экономика
- Государственное коммунальное предприятие «Тимновицьке» Тимоновского сельского совета
- Агрокомпания «Нива»
- Сельскохозяйственное коллективное предприятие им. Ленина
- Автотранспортное предприятие
- Служба такси
- Экспедиторская компания